# كامي سميت
كامي سميت (بالإنجليزية: Cammy Smith) (24 أغسطس 1995 بأبردين في المملكة المتحدة - ) هو لاعب كرة قدم بريطاني في مركز الهجوم. شارك مع منتخب اسكتلندا تحت 16 سنة لكرة القدم ومنتخب اسكتلندا تحت 17 سنة لكرة القدم ومنتخب اسكتلندا تحت 19 سنة لكرة القدم ومنتخب اسكتلندا تحت 21 سنة لكرة القدم. أما مع النوادي، فقد لعب مع نادي أبردين.

## وصلات خارجية
- كامي سميت على موقع قاعدة بيانات كرة القدم.إي يو (الإنجليزية)
- كامي سميت على موقع Soccerbase.com (لاعب) (الإنجليزية)
- كامي سميت على موقع Soccerway.com (الإنجليزية)